# Indophyllia macassarensis
Indophyllia macassarensis är en korallart som beskrevs av George Newton Best och Bert W. Hoeksema 1987. Indophyllia macassarensis ingår i släktet Indophyllia och familjen Mussidae. IUCN kategoriserar arten globalt som otillräckligt studerad. Inga underarter finns listade i Catalogue of Life.